# Stella di quark
Una stella di quark, detta anche stella strana, è un ipotetico tipo di stella compatta e esotica (costituita cioè da particelle diverse da elettroni, protoni e neutroni), dove la pressione e la temperatura elevatissime nel nucleo forzano le particelle a formare la materia strana, uno stato continuo ultradenso della materia costituito da quark liberi (strana perché oltre ad essere formata da quark up e quark down, sono anche presenti i quark strani aventi numeri quantici diversi).
Da un punto di vista massivo, il comportamento di una stella quando cessano le reazioni nucleari al suo interno cambia a seconda della massa. Se la massa è compresa tra il limite di Chandrasekhar e il limite di Tolman-Oppenheimer-Volkoff avremo una stella di neutroni. Il primo limite viene utilizzato per le nane bianche e si aggira intorno a 1,4 masse solari, il secondo indica la massa limite oltre il quale una stella collassa ad un buco nero, il cui valore si è tra 2 e 3 masse solari (non ben definito: la massa della pulsar PSR J0348+0432, a 2.01±0.04 masse solari è considerato un confine empirico al limite). L'incertezza è data dalla scarsa conoscenza delle leggi che governano una materia così densa.
In questo intervallo di massa la composizione della stella continua a cambiare. Se inizialmente i neutroni sono tenuti separati dalla pressione di degenerazione degli elettroni, che stabilizzano in questo modo la stella impedendo un ulteriore collasso gravitazionale, quando la massa si avvicina al limite Tolman-Oppenheimer-Volkoff la pressione e la temperatura diventano estreme. Così come i protoni e gli elettroni costretti insieme formano i neutroni, a loro volta i neutroni a tali condizioni sono costretti a fondersi e dissolversi nei loro quark costituenti, formando la materia strana. In questo stato dovrebbe emergere un nuovo equilibrio, poiché si verificheranno una nuova pressione di degenerazione tra i quark e forze elettromagnetiche repulsive.
Se tutto il neutronio che compone la stella e convertita in materia strana di quark, una stella di quark può in una certa misura essere immaginata come un singolo adrone gigantesco, vincolato dalla gravità, piuttosto che dalla forza forte che lega gli adroni ordinari.

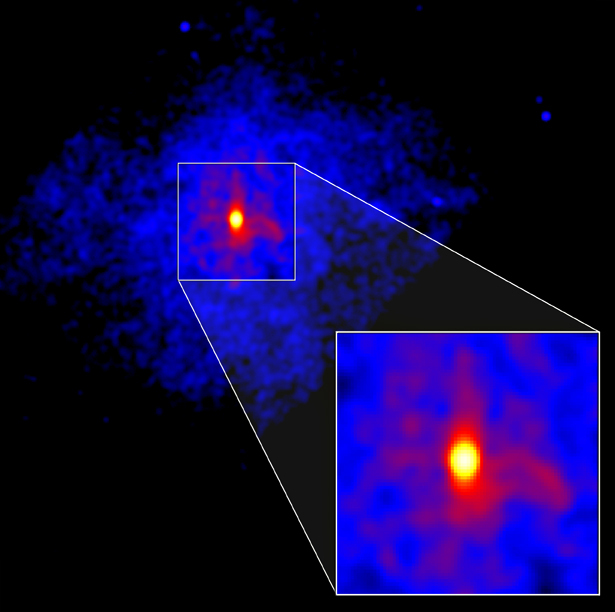
Immagine ai raggi X di 3C58

La materia strana è uno dei candidati costituenti della materia oscura prevista in numerose teorie cosmologiche.
Allo stato attuale la stella di quark è fortemente ipotetica, tuttavia osservazioni effettuate il 10 aprile 2002 con il Chandra X-ray Observatory hanno riscontrato due candidate, designate con le sigle RX J185635-3754 e 3C 58, precedentemente considerate stelle di neutroni. 
La prima delle due risulta molto più piccola e la seconda molto più fredda di quello che dovrebbero essere secondo le leggi fisiche oggi conosciute, suggerendo l'ipotesi che esse siano composte da materia più densa del neutronio. Queste osservazioni sono comunque poste in dubbio dai ricercatori i quali ritengono che tali risultati non siano conclusivi; rimane pertanto controversa la questione dell'esistenza delle stelle strane. Successive analisi dei dati raccolti dal Chandra X-ray Observatory e dal telescopio spaziale Hubble hanno escluso la possibilità che RX J185635-3754 possa essere una stella di quark. 